# 劇団はえぎわ
劇団はえぎわ（げきだん はえぎわ）は、日本の劇団。ノゾエ征爾主宰。1999年にノゾエ征爾、井内ミワク、サトヲ実りんを中心に始動。2001年に劇団化。全作品の作・演出をノゾエ征爾が手がけている。2010年1月上演の作品『春々』が第55回岸田國士戯曲賞最終候補にノミネート、2011年7月上演の作品『◯◯トアル風景』が第56回岸田國士戯曲賞を受賞。

## 略歴
1999年、青山学院大学在学中だったノゾエ征爾が、ENBUゼミ松尾スズキゼミを修了後、井内ミワクらと前身となるユニットを結成。その後、町田、鈴らが加わり2001年に正式に劇団化した。
劇団名の由来は「生え際」からで、「一般的に（主に男性ですが）、生え際は後退します。後退したのち、頭部が光ります。つまり、のちのち光る。つまり“大器晩成”」という願いが込められている。

## 所属俳優
- 井内ミワク（いうち みわく）
- 町田水城（まちだ みずき）
- 鈴真紀史（すず まきし）
- 滝寛式（たき ひろしき）
- 竹口龍茶（たけぐち ろんちゃ）
- 踊り子あり（おどりこ あり）
- 川上友里（かわかみ ゆり）
- 鳥島 明（とりしま あきら）
- 富川一人（とみかわ かずひと）
- 山口航太（やまぐち こうた）
- ノゾエ征爾（のぞえ せいじ）

## 主な上演作品
- 第 1 回公演　「痙攣スルのであって」神楽坂DIE PRATZE（1999年5月）
- 第 2 回公演　「人肌と花汁」神楽坂DIE PRATZE（1999年8月）
- 第 3 回公演　「ラ ブルージーンズ〜愛青人〜」中野スタジオあくとれ（1999年12月）
- 第 4 回公演　「ノーミソスープ」キッドアイラックホール（2000年6月）
- 第 5 回公演　「愛染スキャット〜己の素敵には限度がある〜」キッドアイラックホール（2000年12月）
- 第 6 回公演　「波打ち際の乳房」中野ウエストエンドスタジオ（2001年4月）
- 第 7 回公演　「愛撫　涙ながら」中野ウエストエンドスタジオ（2001年11月）
- 第 8 回公演　「Mジャクソンの接吻〜Michael' s Deep chuu-chuu」中野ウエストエンドスタジオ（2002年3月）
- 第 9 回公演　「美〜近眼娘ノぶ厚い唇」中野ウエストエンドスタジオ（2002年8月）
- 第10回公演　「溺愛ブギーギャル」こまばアゴラ劇場（2003年3月）
- 第11回公演　  真夏の一発公演「赤〜レッドツェペリン1錠〜」下北沢駅前劇場（2003年8月）
- 第12回公演　「漁の母　父の歌」明石スタジオ（2003年11月）
- 第13回公演　「フラッシュアーアー恋せよ乙女」シアター風姿花伝（2004年3月）
- 第14回公演　「7up ラビンユー」下北沢OFFOFFシアター（2004年9月）
- 第15回公演　「サティスファクション〜完璧なる肉食〜」渋谷SPACE EDGE/笹塚ファクトリー（2005年5月）
- 第16回公演　「Mジャクソンの接吻〜Michael' s Deep chuu-chuu（再演）」下北沢ザ・スズナリ（2005年10月）
- 第17回公演　「スカタン、或いは」下北沢ザ・スズナリ（2006年10月）
- 第18回公演　「バター」下北沢ザ・スズナリ（2007年8月）
- 第19回公演　「勝、新」下北沢ザ・スズナリ（2008年1月）
- 第20回公演　「寿、命。ぴよ　kotobuki,inoti.piyo」下北沢ザ・スズナリ（2009年2月）
- 第21回公演　「春々 harubaru　〜ハスムカイのシャレ〜」下北沢ザ・スズナリ（2010年1月）
- 第22回公演　「ガラパコスパコス　〜進化してんのかしてないのか〜」こまばアゴラ劇場（2010年12月）
- 第23回公演　「○○トアル風景」下北沢ザ・スズナリ（2011年7月）
- 第24回公演　「I'm (w)here」 下北沢ザ・スズナリ（2012年5月）
- 第25回公演　「ライフスタイル体操第一」三鷹市芸術文化センター 星のホール（2012年9月）
- 第26回公演　「ガラパコスパコス　〜進化してんのかしてないのか〜（再演）」三鷹市芸術文化センター 星のホール（2013年8月）
- 第27回公演　「ハエのように舞い 牛は笑う」東京芸術劇場シアターイースト（2014年8月）